# Džagdiš (tempelj)
Džagdiš tempelj je velik hindujski tempelj sredi Udaipurja v Radžastanu, tik pred kraljevo palačo. V neprekinjenem čaščenju je od leta 1651. Je velika turistična atrakcija. Tempelj se je prvotno imenoval tempelj Džagannath Rai, zdaj pa se imenuje Džagdiš-dži. Je pomemben spomenik v Udaipurju.

## Pregled
Tempelj Džagdiš je postavljen na visoki terasi in je bil dokončan leta 1651. Pritrjuje dvonadstropno mandapo (dvorano) na dvonadstropno svetišče saandhara (s pokritim ambulatorijem – obhodom). Mandapa ima še eno nadstropje, ki je skrito v piramidni samavarni (zvonarica), medtem ko votel grozdast zvonik nad svetiščem vsebuje še dve, nefunkcionalni etaži. Da pridete do glavnega svetišča, se morate povzpeti po 32 marmornih stopnicah, ki jih na koncu prestreže medeninasta podoba Garuda, ki je gora (vahana) boga Višnuja. Tempelj Šri Džagdiš je najlepši primer hindujske ikonografije, sestavljen iz treh nadstropij iz ročno izklesanega kamna, s skoraj 24 metrov visokim zvonikom in je največji tempelj v Udaipurju.
Poti, ki se vzpenjajo iz številnih šeharpanah (mestno obzidje), se stekajo k templju Džagdiš. Najlepši dogodek v templju je letna Rath Jatra.
Zgradil ga je Maharana Džagat Singh leta 1651. Tempelj Džagdiš je čudovit primer arhitekture Māha Māru ali Māru-Gurdžara, okrašen s čudovitimi in okrašenimi rezbarijami. Kratek sprehod od mestne palače pripelje do tega templja. Svetišče templja ima idola božanstva Gospoda Džagannatha, v lokalnem jeziku boga Višnuja ali Boga Krišne, izklesanega iz enega samega črnega kamna, sijajnega s štirimi rokami, rožami in okrasjem. Štiri manjša svetišča, posvečena Gospodu Ganeši, Surji, boginji Šakti in Gospodu Šivi, tvorijo krog okoli glavnega svetišča, kjer je idol Gospoda Višnuja.

## Arhitektura in dekor
Arhitekturni kompleks templja Džagdiš sledi tipu templjev pančajatana v severni Indiji; to pomeni, da so v vogalih tempeljske ploščadi štirje drugi majhni templji, posvečeni bogovom Ganeši, Surji, Šakti in Šivi. Takoj pred glavnim templjem je peto, vendar odprto svetišče »sončnega orla« Garuda, Višnujeve spremljevalke (vahana).
Struktura templja sledi dvonadstropnim klasičnim templjem v zahodni severni Indiji. Pot vernikov vodi skozi majhno vežo (mukhamandapa), ki je dvignjena za več stopnic, in veliko vežo (mahamandapa) do cele brez svetlobe (garbhagriha), ki jo obdaja stožčasti stolp (šikara) in vanjo lahko vstopijo samo brahmanski duhovniki, v kateri hranijo in častijo štirikrako kultno podobo boga, izklesano iz bloka črnega marmorja.
Območje podnožja zunanjosti je zasnovano z rahlo stopničastimi figurativnimi vrstami frizov z mitskimi 'levjimi obrazi' (kirtimukha), sloni, jezdeci, glasbeniki, rožami ali zvezdami in nazadnje plesalci, glasbeniki ali 'lepa dekleta' (surasundaris); nad tem so kamnita naslonjala sedežnih balkonov, ki jih prekinjajo stebri z reliefi in so rahlo nagnjeni navzven. Na podoben način je zasnovano zgornje nadstropje verande; vendar ni bilo potrebe po osnovni coni. Nad njim se dviga razkošno okrašena strešna konstrukcija.
Skoraj 25 m visok stolp šikara je – kot običajno – brez oken in balkonov; le v notranji okolici (pradakšinapatha) so rešetkasta okna (džali). Okrašena je z dvema vrstama figur bogov, »lepih deklet« itd. v razkošno okrašenem okolju; nad figuralnimi reliefi se dviga stožčasta streha z bogato okrašeno navpično razporeditvijo urushringa in prstanom amalaka z vazo kalaša kot zgornjim zaključkom.

## Pomen
Tempelj Džagdiš je eden redkih templjev, zgrajenih v severni Indiji iz obdobja Mogulov. V primerjavi s klasičnimi tempeljskimi stavbami v severni Indiji je dvonadstropna zgradba mandape drzna, vendar je figuralna dekoracija videti precej testena, statična in na splošno brez življenja.

## Galerija
- Rezbarije slonov
- Ženske med molitvijo
- Stenski kipi in skulpture
- Praznične dekoracije
- Slika John Gleich (1879 - ok. 1927)
- Skulpture na steni. Instrument, ki spominja na Rudra veeno, skrajno levo.
- Skulpture glasbenikov in plesalcev
- Šikara - stolp nad celo